# 262

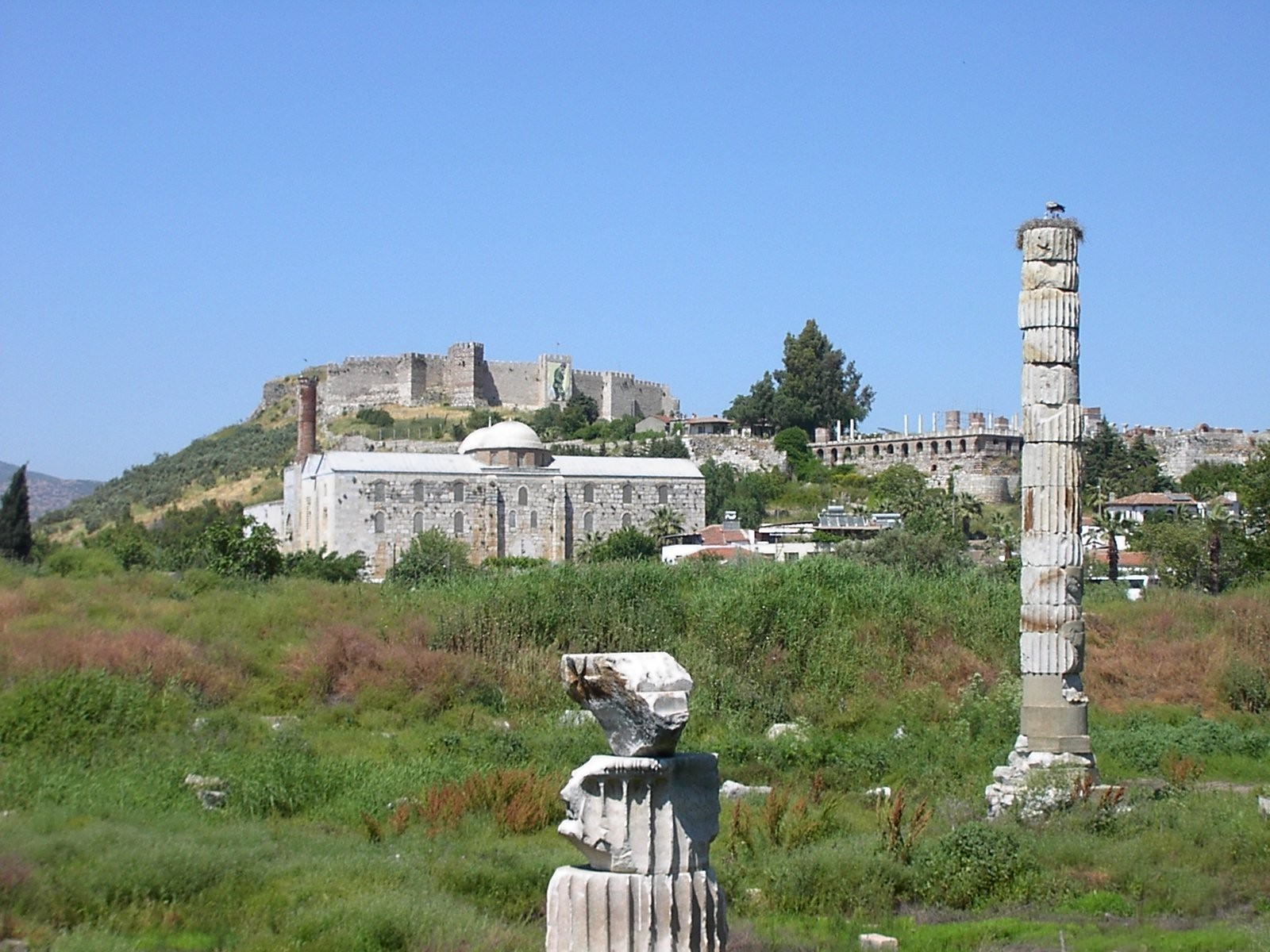
Tempel van Artemis (Efeze)

Het jaar 262 is het 62e jaar in de 3e eeuw volgens de christelijke jaartelling.

## Gebeurtenissen

### Europa
- De Goten en andere Germaanse stammen, waaronder de Gepiden, maken het oosten van het Romeinse Rijk onveilig. Ze voeren in Griekenland een plunderveldtocht en veroveren Thessaloniki.

### Klein-Azië
- De Herulen vergezeld door de Goten, verwoesten langs de kust van de Egeïsche Zee de Tempel van Artemis in Efeze (Turkije).